# Kesselkopf (Richelsdorfer Gebirge)
Der Kesselkopf ist eine 378,1 m ü. NHN hohe, bis auf den östlichen Unterhang vollständig bewaldete Erhebung und befindet sich im Gerstunger Forst, einem geschlossenen Waldgebiet der  Gemeinde Gerstungen im Wartburgkreis in Thüringen. Naturräumlich zählt der Kesselskopf zum östlichen Teil des Solztrottenwaldes im Richelsdorfer Gebirge.
Am Westhang des Berges verläuft der Vitstrauchbach, die dortige Flur trägt den Namen „Das Gebrannte“ – ob als Hinweis auf Brandrodung oder einen natürlich verursachten Waldbrand – kann nicht entschieden werden. Der am Südrand des Gerstunger Forstes gelegene Kesselskopf wurde im ausgehenden 19. Jahrhundert mit Kiefern und Fichten aufgeforstet. Während der DDR-Zeit lag der Gerstunger Forst unzugänglich im  Sperrgebiet.
Eine gleichnamige Anhöhe gibt es im Schlierbachswald nahe dem Schiefersgrundkopf.